# Vitinho (calciatore 1998)
Victor Hugo Santana Carvalho, meglio noto come Vitinho (San Paolo, 24 marzo 1998), è un calciatore brasiliano, centrocampista del RB Bragantino.

## Carriera
Cresciuto nel settore giovanile del Palmeiras, ha esordito in prima squadra il 22 giugno 2016, disputando l'incontro del Brasileirão vinto 2-0 contro l'América-MG. Nel 2017 viene ceduto in prestito al Barcellona, dove trascorre una stagione con la seconda squadra. Rientrato dal prestito, non riesce a trovare spazio in squadra e, nel 2018, passa nuovamente in prestito al São Caetano. Successivamente viene ceduto in prestito al Bragantino, che nel 2021 ne riscatta il cartellino.

## Statistiche

### Presenze e reti nei club
Statistiche aggiornate al 23 settembre 2021.
| Stagione             | Squadra              | Campionato           | Campionato | Campionato | Coppe nazionali | Coppe nazionali | Coppe nazionali | Coppe continentali | Coppe continentali | Coppe continentali | Altre coppe | Altre coppe | Altre coppe | Totale | Totale |
| Stagione             | Squadra              | Comp                 | Pres       | Reti       | Comp            | Pres            | Reti            | Comp               | Pres               | Reti               | Comp        | Pres        | Reti        | Pres   | Reti   |
| -------------------- | -------------------- | -------------------- | ---------- | ---------- | --------------- | --------------- | --------------- | ------------------ | ------------------ | ------------------ | ----------- | ----------- | ----------- | ------ | ------ |
| 2016                 | Palmeiras            | A                    | 2          | 0          | CB              | 2               | 0               |                    | -                  | -                  |             | -           | -           | 4      | 0      |
| 2017                 | Palmeiras            | A1/SP+A              | 2+0        | 0          | CB              | 0               | 0               |                    | -                  | -                  |             | -           | -           | 2      | 0      |
| Totale Palmeiras     | Totale Palmeiras     | Totale Palmeiras     | 4          | 0          |                 | 2               | 0               |                    | -                  | -                  |             | -           | -           | 6      | 0      |
| 2017-2018            | Barcellona B         | SD                   | 25         | 1          |                 | -               | -               |                    | -                  | -                  |             | -           | -           | 25     | 1      |
| 2018                 | Palmeiras            | A                    | 0          | 0          | CB              | 0               | 0               |                    | -                  | -                  |             | -           | -           | 0      | 0      |
| 2019                 | São Caetano          | A1/SP                | 10         | 2          |                 | -               | -               |                    | -                  | -                  |             | -           | -           | 10     | 2      |
| 2019                 | RB Bragantino        | B                    | 9          | 0          |                 | -               | -               |                    | -                  | -                  |             | -           | -           | 9      | 0      |
| 2020                 | RB Bragantino        | A1/SP+A              | 11+4       | 0          |                 | -               | -               |                    | -                  | -                  |             | -           | -           | 15     | 0      |
| 2021                 | RB Bragantino        | A1/SP+A              | 6+4        | 3+0        | CB              | 2               | 0               | CS                 | 1                  | 0                  |             | -           | -           | 13     | 3      |
| Totale RB Bragantino | Totale RB Bragantino | Totale RB Bragantino | 34         | 3          |                 | 2               | 0               |                    | 1                  | 0                  |             | -           | -           | 37     | 3      |
| Totale carriera      | Totale carriera      | Totale carriera      | 73         | 6          |                 | 4               | 0               |                    | 1                  | 0                  |             | -           | -           | 78     | 6      |

## Palmarès

### Club

#### Competizioni nazionali
- Campionato brasiliano: 1

Palmeiras: 2016
- Campionato brasiliano di seconda divisione: 1

Bragantino: 2019